# Matrice de blocuri
În matematică o matrice de blocuri este o matrice care este interpretată ca fiind împărțită în secțiuni numite blocuri sau submatrici. Intuitiv, o matrice interpretată ca o matrice de blocuri poate fi vizualizată ca matricea originală cu o colecție de linii orizontale și verticale care o despart sau partiționează, într-o colecție de matrici mai mici. Orice matrice poate fi interpretată ca o matrice de blocuri în unul sau mai multe moduri, fiecare interpretare fiind definită de modul în care sunt împărțite rândurile și coloanele sale.
Această noțiune poate fi făcută mai precisă pentru o matrice M (n × m) prin partiționarea lui n într-o colecție de grupuri linie, apoi partiționarea lui m într-o colecție de grupuri coloane. Matricea originală este apoi considerată „totalul” acestor grupuri, în sensul că elementul {\displaystyle (i,j)} al matricei originale corespunde bijectiv cu un anumit element {\displaystyle (s,t)} cu cu offsetul⁠(d) {\displaystyle (x,y)}, unde {\displaystyle x\in } grupuri linie și {\displaystyle y\in } grupuri coloană.
Algebra matricilor de blocuri apare în general în biproduse din categoriile matricilor.

## Exemplu
Matricea
{\displaystyle \mathbf {P} ={\begin{bmatrix}1&2&2&7\\1&5&6&2\\3&3&4&5\\3&3&6&7\end{bmatrix}}}

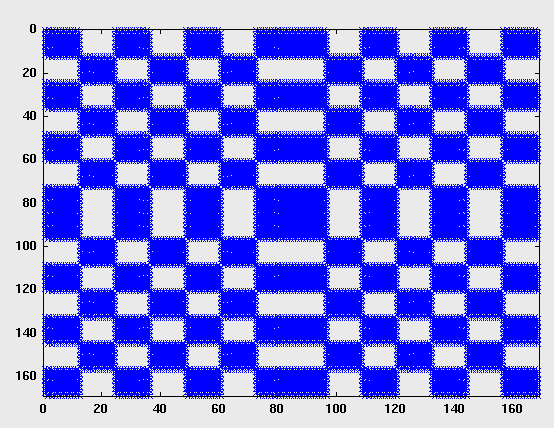
O matrice 168×168 cu blocuri 12×12, 12×24, 24×12, și 24×24. Elementele albastre sunt nenule, iar cele gri sunt zerouri.

poate fi partiționată în patru blocuri 2×2
{\displaystyle \mathbf {P} _{11}={\begin{bmatrix}1&2\\1&5\end{bmatrix}},\quad \mathbf {P} _{12}={\begin{bmatrix}2&7\\6&2\end{bmatrix}},\quad \mathbf {P} _{21}={\begin{bmatrix}3&3\\3&3\end{bmatrix}},\quad \mathbf {P} _{22}={\begin{bmatrix}4&5\\6&7\end{bmatrix}}.}
matricea partiționată poate fi scrisă:
{\displaystyle \mathbf {P} ={\begin{bmatrix}\mathbf {P} _{11}&\mathbf {P} _{12}\\\mathbf {P} _{21}&\mathbf {P} _{22}\end{bmatrix}}.}

## Înmulțirea matricilor de blocuri
Este posibil să se utilizeze un produs de matrici partiționate în blocuri care implică numai algebră pe submatricile factorilor. Totuși, partiționarea factorilor nu este arbitrară și necesită partiții compatibile (în engleză conformable) în cele două matrici {\displaystyle \mathbf {A} } și {\displaystyle \mathbf {B} } asfel încât toate produsele matriciale ale submatricilor care se înmulțesc să fie definite. Fiind dată matricea {\displaystyle \mathbf {A} (m\times p)} cu partiții de {\displaystyle q} linii și {\displaystyle s} coloane
{\displaystyle \mathbf {A} ={\begin{bmatrix}\mathbf {A} _{11}&\mathbf {A} _{12}&\cdots &\mathbf {A} _{1s}\\\mathbf {A} _{21}&\mathbf {A} _{22}&\cdots &\mathbf {A} _{2s}\\\vdots &\vdots &\ddots &\vdots \\\mathbf {A} _{q1}&\mathbf {A} _{q2}&\cdots &\mathbf {A} _{qs}\end{bmatrix}}}
și matricea {\displaystyle \mathbf {B} (p\times n)} cu partiții de {\displaystyle s} linii și {\displaystyle r} coloane
{\displaystyle \mathbf {B} ={\begin{bmatrix}\mathbf {B} _{11}&\mathbf {B} _{12}&\cdots &\mathbf {B} _{1r}\\\mathbf {B} _{21}&\mathbf {B} _{22}&\cdots &\mathbf {B} _{2r}\\\vdots &\vdots &\ddots &\vdots \\\mathbf {B} _{s1}&\mathbf {B} _{s2}&\cdots &\mathbf {B} _{sr}\end{bmatrix}},}
care sunt compatible cu partițiile lui {\displaystyle \mathbf {A} }, produsul matricial
{\displaystyle \mathbf {C} =\mathbf {A} \mathbf {B} }
poate fi efectuat pe blocuri, obținând o matrice {\displaystyle \mathbf {C} (m\times n)} cu partiții de {\displaystyle q} linii și {\displaystyle r} coloane. Matricile din matricea rezultată {\displaystyle \mathbf {C} } sunt calculate prin înmulțirea:
{\displaystyle \mathbf {C} _{qr}=\sum _{i=1}^{s}\mathbf {A} _{qi}\mathbf {B} _{ir}.}
Altă notație este notația Einstein⁠(d), care implică sumarea pentru inidicii care se repetă:
{\displaystyle \mathbf {C} _{qr}=\mathbf {A} _{qi}\mathbf {B} _{ir}.}

## Inversarea matricilor de blocuri
Dacă o matrice este împărțită în patru blocuri, aceasta poate fi inversată pe blocuri după cum urmează:
{\displaystyle \mathbf {P} ={\begin{bmatrix}\mathbf {A} &\mathbf {B} \\\mathbf {C} &\mathbf {D} \end{bmatrix}}^{-1}={\begin{bmatrix}\mathbf {A} ^{-1}+\mathbf {A} ^{-1}\mathbf {B} \left(\mathbf {D} -\mathbf {CA} ^{-1}\mathbf {B} \right)^{-1}\mathbf {CA} ^{-1}&-\mathbf {A} ^{-1}\mathbf {B} \left(\mathbf {D} -\mathbf {CA} ^{-1}\mathbf {B} \right)^{-1}\\-\left(\mathbf {D} -\mathbf {CA} ^{-1}\mathbf {B} \right)^{-1}\mathbf {CA} ^{-1}&\left(\mathbf {D} -\mathbf {CA} ^{-1}\mathbf {B} \right)^{-1}\end{bmatrix}},}
unde A și D sunt blocuri pătrate de dimensiune oarecare, iar B și C sunt compatibile cu acestea ca partișionare. În plus, A și complementara Schur a lui A în P: P/A = D − CA−1B trebuie să fie inversabile.
Echivalent, prin permutarea blocurilor:
{\displaystyle \mathbf {P} ={\begin{bmatrix}\mathbf {A} &\mathbf {B} \\\mathbf {C} &\mathbf {D} \end{bmatrix}}^{-1}={\begin{bmatrix}\left(\mathbf {A} -\mathbf {BD} ^{-1}\mathbf {C} \right)^{-1}&-\left(\mathbf {A} -\mathbf {BD} ^{-1}\mathbf {C} \right)^{-1}\mathbf {BD} ^{-1}\\-\mathbf {D} ^{-1}\mathbf {C} \left(\mathbf {A} -\mathbf {BD} ^{-1}\mathbf {C} \right)^{-1}&\quad \mathbf {D} ^{-1}+\mathbf {D} ^{-1}\mathbf {C} \left(\mathbf {A} -\mathbf {BD} ^{-1}\mathbf {C} \right)^{-1}\mathbf {BD} ^{-1}\end{bmatrix}}.}
Aici D și complementara Schur a lui D în P: P/D = A − BD−1C trebuie să fie inversabile. 
Dacă A și D sunt ambele inversabile, atunci:
{\displaystyle {\begin{bmatrix}\mathbf {A} &\mathbf {B} \\\mathbf {C} &\mathbf {D} \end{bmatrix}}^{-1}={\begin{bmatrix}\left(\mathbf {A} -\mathbf {B} \mathbf {D} ^{-1}\mathbf {C} \right)^{-1}&\mathbf {0} \\\mathbf {0} &\left(\mathbf {D} -\mathbf {C} \mathbf {A} ^{-1}\mathbf {B} \right)^{-1}\end{bmatrix}}{\begin{bmatrix}\mathbf {I} &-\mathbf {B} \mathbf {D} ^{-1}\\-\mathbf {C} \mathbf {A} ^{-1}&\mathbf {I} \end{bmatrix}}.}
Conform identității Weinstein–Aronszajn, una dintre cele două matrice din matricea diagonală de blocuri este inversabilă dacă și numai dacă și cealaltă este.

## Determinantul unei matrice de blocuri
Formula pentru determinantul unei matrici {\displaystyle 2\times 2} de mai sus continuă să fie valabilă, în baza unor ipoteze suplimentare adecvate, pentru o matrice compusă din patru submatrici A, B, C, D. Cea mai ușoară astfel de formulă, care poate fi demonstrată folosind fie formula Leibniz, fie o factorizare care implică complementul Schur⁠(d), este
{\displaystyle \det {\begin{pmatrix}A&0\\C&D\end{pmatrix}}=\det(A)\det(D)=\det {\begin{pmatrix}A&B\\0&D\end{pmatrix}}.}
Dacă {\displaystyle A} este inversabilă (și, la fel, dacă {\displaystyle D} este  inversabilă), se obține
{\displaystyle \det {\begin{pmatrix}A&B\\C&D\end{pmatrix}}=\det(A)\det \left(D-CA^{-1}B\right).}
Dacă {\displaystyle D} este o matrice {\displaystyle 1\times 1}, aceasta se simplifică la {\displaystyle \det(A)(D-CA^{-1}B)}.
Dacă blocurile sunt matrici pătrate de aceeași dimensiune, sunt valabile și alte formule. De exemplu, dacă {\displaystyle C} și {\displaystyle D} pot comuta (adică, {\displaystyle CD=DC}), atunci
{\displaystyle \det {\begin{pmatrix}A&B\\C&D\end{pmatrix}}=\det(AD-BC).}
Această formulă a fost generalizată la matrici cu mai mult de {\displaystyle 2\times 2} blocuri, din nou în condiții de comutativitate adecvate între blocurile individuale.
Pentru {\displaystyle A=D} și {\displaystyle B=C}, este valabilă următoarea formulă (chiar și dacă {\displaystyle A} și {\displaystyle B} nu pot comuta):
{\displaystyle \det {\begin{pmatrix}A&B\\B&A\end{pmatrix}}=\det(A-B)\det(A+B).}

## Matrice de blocuri diagonală
O matrice de blocuri diagonală este o matrice de blocuri pătrată astfel încât blocurile de pe diagonala principală sunt matrici pătrate și toate blocurile din afara diagonalei sunt matrici nule. Adică, o matrice de blocuri diagonală A are forma:
{\displaystyle \mathbf {A} ={\begin{bmatrix}\mathbf {A} _{1}&\mathbf {0} &\cdots &\mathbf {0} \\\mathbf {0} &\mathbf {A} _{2}&\cdots &\mathbf {0} \\\vdots &\vdots &\ddots &\vdots \\\mathbf {0} &\mathbf {0} &\cdots &\mathbf {A} _{n}\end{bmatrix}}}
unde Ak este o matrice pătrată pentru orice k = 1, ... , n. Altfel spus, matricea A este suma directă a A1, ... , An. Ea poate fi notată și prin A1 ⊕ A2 ⊕ ... ⊕ An sau diag(A1, A2, ..., An) (ultima fiind aceeași formalizare folosită pentru o matrice diagonală). Trivial, orice matrice pătrată poate fi considerată o matrice de blocuri diagonală cu un singur bloc.
Pentru determinant și urmă, sunt valabile următoarele proprietăți:
{\displaystyle {\begin{aligned}\det \mathbf {A} &=\det \mathbf {A} _{1}\times \cdots \times \det \mathbf {A} _{n},\\\operatorname {tr} \mathbf {A} &=\operatorname {tr} \mathbf {A} _{1}+\cdots +\operatorname {tr} \mathbf {A} _{n}.\end{aligned}}}
O matrice de blocuri diagonală este inversabilă dacă și numai dacă fiecare dintre blocurile sale de pe diagonala principală sunt inversabile, iar în acest caz inversa sa este o altă matrice de blocuri diagonală dată de
{\displaystyle {\begin{bmatrix}\mathbf {A} _{1}&\mathbf {0} &\cdots &\mathbf {0} \\\mathbf {0} &\mathbf {A} _{2}&\cdots &\mathbf {0} \\\vdots &\vdots &\ddots &\vdots \\\mathbf {0} &\mathbf {0} &\cdots &\mathbf {A} _{n}\end{bmatrix}}^{-1}={\begin{bmatrix}\mathbf {A} _{1}^{-1}&\mathbf {0} &\cdots &\mathbf {0} \\\mathbf {0} &\mathbf {A} _{2}^{-1}&\cdots &\mathbf {0} \\\vdots &\vdots &\ddots &\vdots \\\mathbf {0} &\mathbf {0} &\cdots &\mathbf {A} _{n}^{-1}\end{bmatrix}}.}
Vectorii și valorile proprii ale {\displaystyle \mathbf {A} } sunt, simplu, cele ale matricilor {\displaystyle \mathbf {A} _{k}} combinate.

## Matrice de blocuri tridiagonală
O matrice de blocuri tridiagonală este o altă matrice de blocuri particulară, care este și ea o matrice pătrată, având matrici pătrate (blocuri) pe diagonala inferioară, diagonala principală și diagonala superioară, toate celelalte blocuri fiind matrice nule. Este în esență o matrice tridiagonală, dar are submatrici în locurile scalarilor. O matrice de blocuri tridiagonală A are forma:
{\displaystyle \mathbf {A} ={\begin{bmatrix}\mathbf {B} _{1}&\mathbf {C} _{1}&&&\cdots &&\mathbf {0} \\\mathbf {A} _{2}&\mathbf {B} _{2}&\mathbf {C} _{2}&&&&\\&\ddots &\ddots &\ddots &&&\vdots \\&&\mathbf {A} _{k}&\mathbf {B} _{k}&\mathbf {C} _{k}&&\\\vdots &&&\ddots &\ddots &\ddots &\\&&&&\mathbf {A} _{n-1}&\mathbf {B} _{n-1}&\mathbf {C} _{n-1}\\\mathbf {0} &&\cdots &&&\mathbf {A} _{n}&\mathbf {B} _{n}\end{bmatrix}}}
unde Ak, Bk și Ck sunt submatrici pătrate ale diagonalei inferioare, principale și, respectiv, superioară.
Matricile tridiagonale de blocuri sunt adesea întâlnite la soluționarea numerică a problemelor de inginerie (de exemplu, mecanica fluidelor numerică). Sunt disponibile metode numerice optimizate pentru descompunerea LU⁠(d) și, prin urmare, algoritmi de soluționare eficienți pentru sistemele de ecuații cu o matrice de blocuri tridiagonală ca matrice a coeficienților. Algoritmul matricei tridiagonale⁠(d), folosit pentru rezolvarea eficientă a sistemelor de ecuații care are matricea coeficienților tridiagonală poate fi aplicat și folosind operații cu matrice de blocuri tridiagonale.

## Matrice de blocuri Toeplitz
O matrice de blocuri Toeplitz este o altă matrice de blocuri particulară, care conține blocuri care se repetă pe diagonalele matricei, deoarece o matrice Toeplitz are elemente care se repetă pe diagonală.
O matrice de blocuri Toeplitz are forma:
{\displaystyle \mathbf {A} ={\begin{bmatrix}\mathbf {A} _{(1,1)}&\mathbf {A} _{(1,2)}&&&\cdots &\mathbf {A} _{(1,n-1)}&\mathbf {A} _{(1,n)}\\\mathbf {A} _{(2,1)}&\mathbf {A} _{(1,1)}&\mathbf {A} _{(1,2)}&&&&\mathbf {A} _{(1,n-1)}\\&\ddots &\ddots &\ddots &&&\vdots \\&&\mathbf {A} _{(2,1)}&\mathbf {A} _{(1,1)}&\mathbf {A} _{(1,2)}&&\\\vdots &&&\ddots &\ddots &\ddots &\\\mathbf {A} _{(n-1,1)}&&&&\mathbf {A} _{(2,1)}&\mathbf {A} _{(1,1)}&\mathbf {A} _{(1,2)}\\\mathbf {A} _{(n,1)}&\mathbf {A} _{(n-1,1)}&\cdots &&&\mathbf {A} _{(2,1)}&\mathbf {A} _{(1,1)}\end{bmatrix}}.}

## Transpusa matricei de blocuri
O formă particulară de matrice transpusă poate fi definită și pentru matricile de blocuri, în care blocurile individuale sunt reordonate, dar nu sunt transpuse. Fie {\displaystyle A=(B_{ij})} o matrice de blocuri {\displaystyle k\times l} cu blocuri {\displaystyle B_{ij}(m\times n)}. Transpusa de blocuri a lui {\displaystyle A} este matricea de blocuri {\displaystyle A^{\mathcal {B}}(l\times k)} cu {\displaystyle m\times n} blocuri {\displaystyle \left(A^{\mathcal {B}}\right)_{ij}=B_{ji}}.
Ca și în cazul operatorului urmă convențional, transpusa de blocuri este o aplicație liniară astfel încât {\displaystyle (A+C)^{\mathcal {B}}=A^{\mathcal {B}}+C^{\mathcal {B}}}. Totuși, în general, proprietatea {\displaystyle (AC)^{\mathcal {B}}=C^{\mathcal {B}}A^{\mathcal {B}}} nu este valabilă decât dacă blocurile {\displaystyle A} și {\displaystyle C} pot comuta.

## Suma directă
Pentru orice matrici arbitrare A (m × n) și B (p × q), suma directă a lui A și B, notată cu {\displaystyle \mathbf {A} \oplus \mathbf {B} } este definită drept
{\displaystyle \mathbf {A} \oplus \mathbf {B} ={\begin{bmatrix}a_{11}&\cdots &a_{1n}&0&\cdots &0\\\vdots &\ddots &\vdots &\vdots &\ddots &\vdots \\a_{m1}&\cdots &a_{mn}&0&\cdots &0\\0&\cdots &0&b_{11}&\cdots &b_{1q}\\\vdots &\ddots &\vdots &\vdots &\ddots &\vdots \\0&\cdots &0&b_{p1}&\cdots &b_{pq}\end{bmatrix}}.}
De exemplu,
{\displaystyle {\begin{bmatrix}1&3&2\\2&3&1\end{bmatrix}}\oplus {\begin{bmatrix}1&6\\0&1\end{bmatrix}}={\begin{bmatrix}1&3&2&0&0\\2&3&1&0&0\\0&0&0&1&6\\0&0&0&0&1\end{bmatrix}}.}
Această operație se generalizează în mod natural la matrici cu dimensiuni arbitrare (cu condiția ca A și B să aibă același număr de dimensiuni).
Orice element din suma directă a două spații vectoriale de matrice poate fi reprezentat ca o sumă directă a două matrici.

## Aplicații
Având în vedere interpretarea via transformări liniare și sume directe, există un tip particular de matrice de blocuri care apare pentru matricele pătrate (cazul m = n). Pentru aceștia se poate presupune o interpretare ca fiind un endomorfism a unui spațiu n-dimensional V. Structura blocului în care gruparea liniilor și coloanelor este aceeași este importantă deoarece corespunde existenței unei singure descompuneri în sumă directă pe V. În acest caz, de exemplu, blocurile de pe diagonale sunt toate pătrate. Acest tip de structură este necesar pentru a descrie forma normală Jordan⁠(d).
Această tehnică este folosită pentru a reduce calculele matricilor, dezvoltările pe coloane-linii și multe aplicații din informatică, inclusiv proiectarea circuitelor integrate VLSI⁠(d). Un exemplu este algoritmul Strassen⁠(d) pentru înmulțirea rapidă a matricilor, precum și codificarea Hamming(7,4)⁠(d) pentru detectarea erorilor și recuperarea informației în transmisiile de date.
Tehnica poate fi folosită și acolo unde elementele matricelor A, B, C și D nu necesită toate același corp pentru elementele lor. De exemplu, matricea A poate fi peste corpul numerelor complexe, în timp ce matricea D poate fi peste corpul numerelor reale. Acest lucru poate duce la operații valide care implică matrice, simplificând în același timp operațiile în cadrul uneia dintre matrice. De exemplu, dacă D are doar elemente reale, găsirea inversei sale necesită mai puține calcule decât dacă elementele sunt complexe. Dar numerele reale fac parte dintr-un subcorp al numerelor complexe (mai mult, poate fi considerat o proiecție), astfel încât operațiile cu matrice pot fi bine definite.